# Jon Cooper (football américain)
Pour les articles homonymes, voir Jon Cooper.
(en) Statistiques sur pro-football-reference
Jon Cooper (né le 1er octobre 1986 à Fort Collins) est un américain, joueur et entraîneur professionnel de football américain.

## Enfance
Cooper fréquente la Fort Collins High School de sa ville natale où il joue pendant trois années comme titulaire de l'équipe de football américain. Il est  désigné MVP de l'équipe lors de sa dernière année et meilleur joueur offensif de l'année de la Front Range Conference.

## Carrière

### Université
Il intègre l'équipe de football américain de l'université de l'Oklahoma en 2005. Lors de son année freshman, il joue onze matchs dont deux comme titulaire  au poste de centre. Lors de son second match comme titulaire contre Texas Tech, il se fracture la cheville et rate le reste de la saison 2005. En 2006 lors de son année sophomore, il est désigné titulaire à son poste et y réussit 125 blocs dont 18 contre Oklahoma State.
En 2007, Cooper est titulaire lors des 14 matchs joués et fait partie d'une des meilleures lignes offensives du pays. Il participe à 798 actions de jeu et réussi 136 blocs dont 16 contre Miami et 15 contre Texas A&M.

### Professionnel
Jon Cooper n'est choisi par aucune équipe lors de la draft 2009 de la NFL mais signe ensuite comme agent libre non drafté avec les Vikings du Minnesota.
À la suite de deux blessures ayant décimé la ligne offensive des Vikings, il fait sa première apparition lors de la treizième journée de la saison 2009 au poste de right guard contre les Cardinals de l'Arizona. C'est sa seule apparition lors de sa saison rookie.
Il joue douze matchs dont un comme titulaire en 2010.
Le 12 septembre 2011, il est libéré et remplacé par Joe Berger.
Le 13 juin 2012, il signe avec les Titans du Tennessee mais le 27 juin 2012, il annonce prendre sa retraite de la NFL avant le début de la pré-saison.
Il devient ensuite entraîneur adjoint tout d'abord chez les Sooners de l'Oklahoma en 2013 et 2014, ensuite chez les Aggies d'Utah State en 2015, chez les Tigers du Missouri comme analyste de l'attaque en 2016 et 2017, chez les Knights d'UCF comme entraîneur des tight end en 2018 et 2019 et depuis 2020 au même poste chez les Razorbacks de l'Arkansas.

## Vie privée
Cooper s'est spécialisé dans la finance lorsqu'il était à l'université de l'Oklahoma.
Il pratique, lors de ses temps libres, le golf et le ski.
Son père Tom a joué au football américain au niveau universitaire pour les Tigers du Missouri entre 1972 et 1975.

## Palmarès
- Sélectionné dans l'équipe-type de la Conférence Big 12 en 2007 et 2008 ;
- Désigné meilleur joueur de ligne offensive de la Conférence Big 12 (Big 12 Offensive Lineman of the Year) en 2008.